# Juliet Lima
Julie Esmeralda Lima Pérez là một nữ diễn viên người Venezuela được biết đến với vai diễn trong phim truyền hình. Cô được sinh ra ở Caracas vào ngày 19 tháng 11 năm 1981.
Trước đây cô đã kết hôn với nam diễn viên Jonathan Montenegro  với người mà họ tham gia vào telenovela Juana la virgen. Họ có với nhau một cô con gái tên là Antonella Alessandra Montenegro Lima 

## Đóng phim

### Telenovelas
- Para verte mejor (2016)
- Corazón Esmeralda (2014) - Vanessa Villamizar
- Dulce Amargo (2012) - María Gabriela Montes "La Maga"
- Natalia del Mar (2011) - Perla Uzcátegui Lopéz "
- Libres como el viento (2009) - Tibisay Pacheco
- Camaleona (2007) - Natalia Ruíz
- Te Tengo en Salsa (2006) - Patricia Palacios
- Amor a Palos (2005) - Rocío Vargas
- La Cuaima (2003) - Daysi Chacón
- Juana la virgen (2002) - Brandy
- La Soberana (2001) - Petra
- Viva la Pepa (2001)
- Hay Amores Que Matan (2000)
- La calle de los sueños (1999)

### Phim ảnh
- Er conde jones (2012) [4]